# 1747
1747 (MDCCXLVII) var ett normalår som började en söndag i den gregorianska kalendern och ett normalår som började en torsdag i den julianska kalendern.

## Händelser

### Maj
- 3 maj – En brittisk flotta på 16 skepp besegrar en fransk flotta på 38 skepp i sjöslaget vid Kap Finisterre.
- 18 maj – Sverige sluter defensivallians med Preussen, för att försvara Adolf Fredriks tronföljd.
- 26 maj – Sverige sluter subsidieförbund med Frankrike.

### Juli
- 8 juli – Överste Hans Henrik von Liewen, löjtnant Alexander Mikael von Strussenfelt och överstelöjtnant Augustin Ehrensvärd beger sig till Finland. Deras uppgift är att utse plats för tre gränsbefästningar, vilket leder till att fästningen Sveaborg, utanför Helsingfors, börjar byggas.
- 15 juli – Hattarna låter avrätta Fredrik I:s livmedikus Alexander Blackwell efter anklagelser om förräderi.

### Oktober
- Början av oktober – En av Carl von Linnés lärjungar, finländaren Pehr Kalm, påbörjar en treårig forskningsresa till Nordamerika.
- 17 oktober – Kungliga Vetenskapsakademien får ensamrätt att ge ut almanackor i Sverige, vilket blir en god inkomstkälla.[1]

### December
- 5 december – Carl Gustaf Tessin blir ny svensk kanslipresident. Han lyckas minska det ryska inflytandet på svensk politik och ökar rådets makt gentemot kungahuset. Han genomdriver också giftermålet mellan Gustav III och Sofia Magdalena av Danmark, vilket inte är populärt i hovet och leder till att han senare tvingas lämna politiken.
- 29 december – Det svenska Jernkontoret inrättas i syfte att reglera produktionen och exporten och därigenom hålla priserna uppe. Man lånar också ut pengar till järnbruk och hyttor.

### Okänt datum
- Olof von Dalins Svea rikes historia i fyra band börjar utkomma.
- Den svenske nationalekonomen Anders Berch ger ut Inledning til almäna hushålsordningen, vilken blir minst lika viktig som hans föregående bok.
- Den längsta kända sillperioden i Sveriges historia inleds och varar till 1809. Fiskerinäringen och tranutvinningen i Bohuslän får ett rejält uppsving.
- Arbetet med Polhems slussled i Trollhättan inleds.
- En grupp borgare från Marstrands stad framlägger förslaget att staden skall bli frihamn, för att stimulera ekonomin där, dock utan att vinna gehör i den svenska riksdagen.

## Födda
- 1 januari – Henrik Gahn, svensk läkare, känd för att ha lyckats ympa skyddskoppor, vilket ledde till vaccination mot smittkoppor.
- 28 februari – Justin Morgan, amerikansk hästuppfödare och kompositör.
- 27 maj – Malte Ramel, svensk hovkansler, riksråd och ledamot av Svenska Akademien samt tillförordnad kanslipresident 1785–1786.
- 2 juli – Rose Bertin, Frankrikes första internationella modeskapare.

## Avlidna
- 19 mars - Katarina Opalinska, drottning av Polen.
- 3 april – Leopold I av Anhalt-Dessau, preussisk fältmarskalk.
- 19 juni – Jakob Benzelius, svensk ärkebiskop sedan 1744.

### Fotnoter
1. ↑  ”Almanackor”. Arkiverad från originalet den 30 januari 2012. https://web.archive.org/web/20120130000329/http://www.almanackor.net/historia/. Läst 25 mars 2011.